# Sonnenhof (Starnberg)

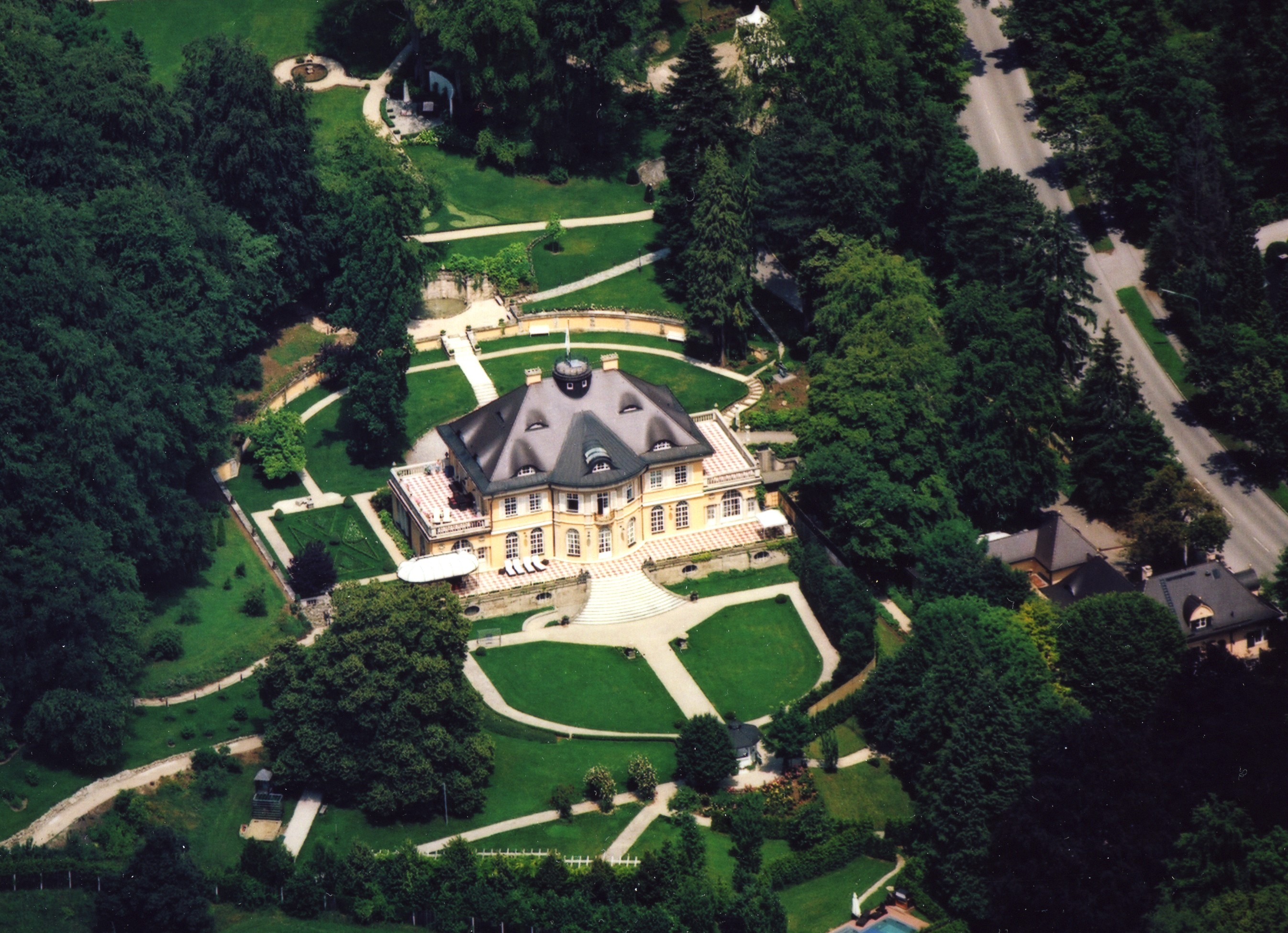
Palais Sonnenhof, Starnberg

Das Palais Sonnenhof (auch Villa Böhler oder Villa Graf Bernstorff) ist ein Baudenkmal der oberbayerischen Stadt Starnberg.
Das Gebäude mit beeindruckender Sicht auf die ganze Alpenkette, von Berchtesgaden bis zum Bodensee, wurde 1912 am oberen Hanfelder Berg, kurz vor der Anhöhe bei der Riedeselstraße, im Stile eines französischen Schlosses erbaut.

## Geschichte
Im Jahre 1912 gelang es dem bedeutenden Münchner Antiquitätenhändler und kgl. Hofantiquar Julius Böhler einen der letzten hochattraktiven Starnberger Bauplätze am oberen Hanfelder Berg zu erwerben. Er beauftragte Hans Noris, einen der bekanntesten und fortschrittlichsten Münchner Architekten der Zeit und Schüler von Gabriel von Seidl, einen Bau zu schaffen, der allen Anforderungen an einen luxuriösen Landsitz gerecht wurde und zudem den Geschmack und Lebensstil des Bauherrn zum Ausdruck bringen sollte. Das Ergebnis ist ein Bauwerk, das besonders durch seine hervorragende Situierung in die Landschaft zur Wirkung kommt und durch klare architektonische Linien majestätische Ruhe und Noblesse ausstrahlt.
1920 verkaufte Julius Böhlers geschiedene Ehefrau das gesamte Anwesen an den Diplomaten und langjährigen deutschen Botschafter in den USA Johann Graf Bernstorff für RM 1.100.000.
Dieser beauftragte wiederum Hans Noris einige bauliche Veränderungen vorzunehmen. Die nach außen sichtbarste Maßnahme war der spiegelbildliche und baugleiche Anbau eines zweiten Seitenflügels an der Westseite des Gebäudes. Durch die baulichen Eingriffe wurde das Erscheinungsbild der Villa in seiner herrschaftlichen und repräsentativen Qualität gesteigert.
Der angesichts der sich abzeichnenden nationalsozialistischen Machtübernahme emigrierte Bernstorff, verkaufte das Gebäude schließlich 1934 an Alfred Walz, Sohn des Heidelberger Bürgermeisters Ernst Walz und übertrug den Besitz 1948 schließlich seiner Tochter, Edith Walz. 1976 wurde das Anwesen schließlich von der Stadt Starnberg erworben und einige Jahre darauf an eine Investorengruppe, zur Umsetzung eines Hotel-, später Altersheimprojektes abgegeben. Aufgrund interner Unstimmigkeiten wurden die Projekte jedoch nie umgesetzt. Seit 1990 stand das Gebäude leer und wurde für Events- und Filmaufnahmen genutzt. Schließlich gelang es dem deutschen Unternehmer Peter Löw das heruntergekommene Anwesen im Jahre 2002 zu erwerben und von Grund auf zu sanieren.

## Beschreibung
Das Anwesen befindet sich in der Hanfelderstraße 75–79 und wird als Palais beschrieben.

„Es gehörte ohne Zweifel zu den architektonisch wertvollsten Anlagen am Starnberger See, ja, zu den bedeutendsten in der Villenlandschaft des Münchner Umlandes.“

### Architektonische Merkmale
Der Sonnenhof bietet aufgrund der in ausgewogener Symmetrie angelegten Fassaden und dem schönen Walmdach ein Bild ausgewogener Gelassenheit. Durch die bodenständigen Materialien und die hochwertige, detailfokussierte Verarbeitung wirken die Fassaden ohne jedes Beiwerk, allein durch die Qualität der Architektur. Die Villa ist auf Wirkung nach allen Seiten berechnet, und anders als bei den älteren Häusern am See, die oft nur eine Schauseite besitzen, sind hier alle vier Fassaden gleichwertig ausgebildet. Die innere Raumaufteilung des Bauwerks, lässt sich sehr klar an der nach Süden gerichteten Gartenfassade erahnen. Im durch französische Rundbogenfenster gekennzeichneten Erdgeschoss, befinden sich Wohn- und Repräsentationsräume. Der Haupteingang zur Villa befindet sich an der Rückseite des Gebäudes und wird von Säulen flankiert. Darüber befindet sich ein Belvedere, welches einen Ausblick auf die gesamte rückseitige Parkanlage ermöglicht. Von einem gewölbten und mit Rotmarmortreppen ausgestatteten Vestibül aus erreicht man die großzügig dimensionierten, lichterfüllten Wohnräume. Die Mitte nimmt das große Wohn- und Musikzimmer ein, dessen exedraartige Fensterseite dem Raum eine besondere Note verleiht. Seitlich schließen sich ein Salon und eine Bibliothek mit florentinischen Kassettendecken des 17. Jahrhunderts, schönen Marmorkaminen (Italien, 16. / 17. Jahrhundert) und in Rotmarmor gearbeitete Türrahmen an. Hinter dem Wintergarten liegt seit dem Umbau unter Graf Bernstorff das Speisezimmer mit einem Aufzug zur darunterliegenden Küche.
Im Obergeschoss befinden sich mehrere Schlafzimmer sowie Bäder. Das einfacher gestaltete Obergeschoss wird an beiden Seiten jeweils durch großflächige Balkone ergänzt.

### Parkanlage
Die ausgedehnte, nach englischem Vorbild gestaltete Parkanlage zieht sich vom Scheitel der Anhöhe bis zur Oswaldstraße hinunter. Sie bildet eine langgezogene, trapezförmige Fläche, die nach Süden hin deutlich abfällt und damit an allen Stellen eine ungehinderte Aussicht auf die Landschaft eröffnet.
Während das Gelände am östlichen Randbereich stark zur Hanfelderstraße abfällt, steigt es am westlichen Rand rasch auf, um schließlich in einem hügelartigen Aussichtspunkt südwestlich der Villa zu gipfeln. Damit ergibt sich nicht nur eine sehr wirkungsvolle Staffelung, sondern auch die Möglichkeit für ein Wegsystem in bewegter, sehr abwechslungsreicher Führung.
Der Gartenteil vor der seeseitigen Fassade ist als barockisierendes Parterre angelegt, in das man von der Terrasse der erhöht stehenden Villa über eine ausladende Treppe hinunterschreitet. Das Gartenparterre wird an seinem Scheitel von einer bogenförmigen Brüstung mit barockem Ziergitter begrenzt. Von hier aus führen zu beiden Seiten Spazierwege in den unteren Teil des Parks.
Auf der Rückseite der Villa spiegelt eine ähnliche, ebenfalls in weitem Bogen angelegte Anlage das vordere Gartenparterre. Sie ist Ziel der Zufahrt und wird von einem etwas erhöhten und begehbaren Wall begrenzt, der nach Norden von zwei gestaffelten Tuffsteinmauer hinterlegt wird. In deren Mitte führen Treppen zu einem von Tuffsteinmauern gebildeten Raum mit Sitzbänken und einem Brunnenbecken. Von diesem Raum gehen jeweils zur Seite Wege in den hinteren Parkteil ab. Auch das rückwärtige Gartenparterre währt wieder die strenge Ordnung einer barockisierenden Anlage.
An der Westseite der Villa befindet sich ein rechteckiger Ziergarten, der durch einen Wandbrunnen bereichert wird. Die unmittelbar auf die Villa bezogenen und streng geometrisch geschnittenen Gartenteile bilden innerhalb des langgezogenen Abhangs terrassenartig abgestufte Flächen. Durch diese wird das Bauwerk wirkungsvoll aus dem Gelände herausgehoben und in seiner Bedeutung gesteigert. Vom Ziergarten aus führt ein schmaler Weg empor zu einem hügelförmigen Aussichtspunkt mit einem offenen Pavillon. Von dort führt ein schattiger Weg durch den waldartigen Baumbestand zum rückwärtigen Parkteil.
Die Parkanlage erstreckte sich ursprünglich über eine Fläche von 6,4 ha, von denen heute noch ca. 3 ha erhalten sind. Die große Gärtnerei, die nach dem Krieg an der Ecke der Hanfelderstraße zur Oswaldstraße entstand, hat der Parkanlage die ersten empfindlichen Verluste zugefügt. Hier befand sich zuvor der Nutzgarten mit Gemüsebeeten und Obstbäumen. Die Parkanlage wurde unter dem Besitz der Stadt Starnberg zusätzlich verkleinert, da man sich entschied, die untere Parkhälfte abzutrennen und mit mehrgeschossigen Wohnhäusern zu verbauen.

### Nebengebäude
Zum Palais Sonnenhof gehören mehrere Nebengebäude, die zum Teil erst in jüngster Vergangenheit dem Anwesen wieder angegliedert werden konnten.
Hinter dem Einfahrtstor an der Hanfelderstraße befindet sich das Pförtner- und Gärtnerhaus sowie der ehemalige Stall und die Kutschenremise, welche später zu Autogaragen umfunktioniert wurde. Da diese Nebengebäude mit der Hanfelderstraße auf einer Ebene liegen, während die Villa um einige Meter höher steht, sind sie von oben kaum wahrnehmbar. Die Fläche jenseits der Oßwaldstraße, auf der sich früher der weitläufige Obstgarten befand, ist inzwischen mit Gebäuden des Krankenhauses Starnberg bebaut. Das ehemalige große Gärtnerhaus ist heute ein Gartenbaubetrieb.

## Sonstiges
- Im Jahre 1996 war das Palais Sonnenhof, unter Regie von Rainer Kaufmann ein Hauptdrehort für den deutschen Spielfilm Die Apothekerin. Im Film wird die Villa durch ein Feuer komplett zerstört.
- Ein großes, detailgetreues Modell der Villa mit dazugehörender Parkanlage, das den Zustand um 1920/25 zeigt, ist heute ein wichtiges Ausstellungsstück des Museums Starnberger See.